# 岡田勝
岡田 勝（おかだ まさる、1950年5月8日 - ）は、日本の俳優・殺陣師・アクションコーディネイター。大野剣友会代表。埼玉県出身。

## 来歴
高校を中退後、日本テレビ養成所に入所。殺陣指導に来ていた大野剣友会創設者の大野幸太郎と知り合いとなり、大野から大野剣友会へ入会を勧められ一旦辞退するが、1967年に大野剣友会門下生となる。大野剣友会入会後は、『紅白ドライブゲーム』『おせん捕物帳』などの番組に出演した。
1969年放送のテレビドラマ『柔道一直線』（TBS）では、スタントを担当する一方、端役で出演する。
1971年、『仮面ライダー』（毎日放送）でアクションを担当。岡田は第1話の怪人「蜘蛛男」のスーツアクターを務め、同作のテーマである「怪奇アクション」を見事に表現してみせた。『仮面ライダー』では、主演の藤岡弘が仮面ライダー役も務めていたが、藤岡の負傷降板後は岡田が中心に演じ、続く「2号編」でも中村文弥とともに仮面ライダー2号を演じた。1972年には、大野剣友会の先輩であり、『仮面ライダー』の殺陣を担当していた高橋一俊がショー実演で両足を捻挫したため、第46話の草津温泉ロケの殺陣を代行。これが殺陣師デビューとなる。この草津ロケは、同僚の中屋敷鉄也が初めて主役の仮面ライダーを演じた回でもあった。その後、『仮面ライダー』第66話より正式に殺陣師となる。
1975年、『秘密戦隊ゴレンジャー』を担当する高橋に代わり、『仮面ライダーストロンガー』の殺陣を担当。『ストロンガー』終了後は、再び『ゴレンジャー』の殺陣を第66話まで担当した。
1980年に大野剣友会創始者の大野幸太郎が引退、会長に退き、これに伴い大野剣友会2代目代表の座を譲り受け、1985年に大野剣友会を「大野剣友会アクションスタジオ」として法人化して代表取締役のとして後進の指導に当たる一方、殺陣師として活動している。

## エピソード
『柔道一直線』や『仮面ライダー』のアクションは、撮影後にサウナで考えていた。
『仮面ライダー』第1話で蜘蛛男のスーツアクターを命じられた時は、仮面をつけての演技は初めてであったため、戸惑ったという。相手役となる藤岡弘も仮面をつけてのアクションは初めてであったが、岡田は殺陣のプロとして、藤岡は主演としてそれぞれ意地があったため、慣れ合いではなく真剣に取り組んだという。蜘蛛男の面は覗き穴が小さく見えづらかったため、自ら錐で穴を広げた。
藤岡が負傷した後は主に岡田が仮面ライダー1号役を務めたが、ポーズは真似できても藤岡の癖を真似られるほど器用ではなく、自身のアクションそのままであったという。
初めて殺陣を担当した『仮面ライダー』第46話では、「変わったアクションをしよう」と、仮面ライダー2号が首に縄をかけられてスノーモービルで引きずり回されるというアイデアを出したが、雪不足でロケが中断したために日を変えての撮影となり、高橋が復帰する。結局、この危険なスタントは岡田自身が演じることとなった。
かなづちで泳げないので、2号当時のエンディングでお台場の海に飛び込むシーンでは「死ぬかと思った」と語っている。その一方、佐々木は岡田が溺れた仲間を助けるために飛び込んでいくこともあったと証言している。また、監督の折田至は、岡田が殺陣を務めている際に、火薬を使用しづらい場所であった場合は戦闘員を水に落とすことが多かったことを証言している。
『仮面ライダー』の当初は人気番組になることまでは考えていなかったが、撮影で体を動かすことが楽しかったと述べている。
『プレイガール』では大信田礼子の吹き替えを務め、素肌の多いスカート姿で松の木に登ったときは、松の葉針が刺さって体中が腫れ上がったうえに発熱して寝込んだが、これを押して翌日も撮影に挑んだという。
『仮面ライダー (スカイライダー)』は当初、「初期のライダーに戻そう」との取り決めがあり、少し惑うところもあったという。「初代のリメイク」ではアクションに特徴がなく、設定上の特徴である「空を飛ぶ」という要素もアクションには活かせなかった。また、撮影場所も東映生田スタジオ時代は赤土の多い三栄土木を用いていたが、東映東京撮影所に変わった『スカイライダー』以降は石の多い場所であったため、苦労したという。
『仮面ライダースーパー1』は中国拳法がアクションに採り入れられており、制作に入る前にはスーパー1のスーツアクターの中屋敷や主演の高杉俊价との3人で、「北派少林拳」指導者の龍明宏のもとに通い、中国拳法の指導を受けている。同作では、長年のコンビである中屋敷のアクションも脂の乗り切った時期にあり、立ち回りの指示をしただけで即本番に入れたというほど、殺陣・演出と併せて円熟したものだったといい、「代表作」と本人も自負するものとなった。
『10号誕生!仮面ライダー全員集合!!』では、大野剣友会が携わる最後の仮面ライダーになるだろうという想いから、クレジットを大野幸太郎との連名にした。仮面ライダーZX役の城谷光俊は、『アンドロメロス』に参加していたことから岡田が抜擢した。

## 参加作品
※太字はメインキャラクター。

### テレビ
- プレイガール
- 柔道一直線
- 仮面ライダーシリーズ（スタント、吹替え、顔出し出演多数）
  - 仮面ライダー（仮面ライダー1号[7]、仮面ライダー2号[7]、怪人[注釈 1]、桜島の観測所研究員、サイギャング人間態B ほか多数）
  - 仮面ライダーV3（怪人[注釈 2]、消防団員、 ほか）
  - 仮面ライダーX（怪人[注釈 3]  ほか）
  - 仮面ライダーアマゾン（獣人[注釈 4] ほか）
  - 仮面ライダーストロンガー
  - 全員集合!7人の仮面ライダー!!
- 好き! すき!! 魔女先生
- 変身忍者 嵐（毒うつぼ[8]、後半数話の嵐）
- 刑事くん（オープニングで逮捕される犯人）
- どっこい大作（桜田の店員）
- イナズマン（弁天のマサ）
- 白い牙（ヤクザ ほか）
- ザ・カゲスター
- 大都会 PARTIII
- 西部警察
- 西遊記II
- 恐竜戦隊コセイドン（ゴドメス帝王、ジュリー（コリトサウルス）、三島教授の助手、戦国時代の村人）
- 勝手に!カミタマン（工事現場の神様）
- 女ふたり捜査官
- とんねるずのみなさんのおかげです（「帰って来た二代目」沢田組親分）
- 美少女仮面ポワトリン（国際犯罪団のボス・岡田）
- 不思議少女ナイルなトトメス（神主〈ティナの父〉ほか）
- 白衣のふたり
- 世にも奇妙な物語「前世の恐怖」
- 十津川警部シリーズ『札幌駅殺人事件』（1992年、TBS）- 石本功（探偵） 役

### 映画
- トラ・トラ・トラ!（海軍兵役）
- 仮面ライダーV3対デストロン怪人（タイホウバッファロー[20]）
- 五人ライダー対キングダーク

### スタッフ

#### テレビ
- 仮面ライダーシリーズ
  - 仮面ライダー（技斗）※第46話、第66・68 - 96話[5]
  - 仮面ライダーストロンガー（技斗）
  - 仮面ライダー (スカイライダー)（技斗）[7]
  - 仮面ライダースーパー1（技斗）[7]
  - 10号誕生!仮面ライダー全員集合!!（技斗）
- 変身忍者 嵐（技斗）
- 刑事くん（技斗）
- 秘密戦隊ゴレンジャー（技斗）※第27 - 66話
- ザ・カゲスター（技斗）※第11、12話のみ
- 大鉄人17（技斗）
- 消えた巨人軍（技斗）
- UFO大戦争 戦え! レッドタイガー（技斗）
- 東映不思議コメディーシリーズ
  - ロボット8ちゃん（アクション指導）
  - バッテンロボ丸（アクション指導）
  - もりもりぼっくん（アクションクリエーター）
  - じゃあまん探偵団 魔隣組（アクションアドバイザー）
  - おもいっきり探偵団 覇悪怒組（アクションアドバイザー）
  - 魔法少女ちゅうかなぱいぱい!（アクションアドバイザー）
  - 魔法少女ちゅうかないぱねま!（アクションアドバイザー）
  - 美少女仮面ポワトリン（アクションアドバイザー）
  - 不思議少女ナイルなトトメス（アクションアドバイザー）
  - うたう!大龍宮城（アクションアドバイザー）
  - 有言実行三姉妹シュシュトリアン（アクションコーディネート）
- アンドロメロス（殺陣）
- スケバン刑事（技斗）
- スケバン刑事II 少女鉄仮面伝説（技斗）
- プレイガール'92 嵐を呼ぶハイレグ軍団 黒真珠殺人事件（技斗）
- 狂った果実（技斗）
- 十津川警部シリーズ（アクションコーディネーター）
- こちら本池上署

#### DVD
- 無幻美少女戦士ドリームナイツ（監督）
- 閃光美少女特捜隊ウインミラージュ（監督）
- 美少女戦騎ソウルガーディアン（監督）
- HEROINE危機一髪!!銀河パトロールアニカ（アクション指導）
- 未来女忍者ライアン（監督）
- ヒロイン危機一髪 !! 仮面ソルジャーMIYUKI（監督）